# Симонів Дмитро Львович
Дмитро́ Льво́вич Си́монів (* 24 жовтня 1876, Майкоп — † 1938) — політичний і економічний діяч, фінансист; провідний член Української Партії Соціалістів-Самостійників, директор 1-го департаменту державного контролю в кабінеті Ф. Лизогуба (1918), державний контролер в урядах Директорії — з 12 грудня 1918 — В. Чехівського і С. Остапенка (грудень 1918 — квітень 1919).
У 1919–1938 роках викладав у Педагогічному технікумі Корсуня, Лисичанському гірничому технікумі, Луганському педагогічному інституті, Луганській філії Донецького інституту господарників.
«Трійкою» УНКВС по Донецькій області 15 квітня 1938 року засуджений до розстрілу. Реабілітований у 1989 році.